# Juan Albert Viloca
Juan Albert Viloca-Puig (ur. 17 stycznia 1973 w Barcelonie) – hiszpański tenisista.

## Kariera tenisowa
Jako zawodowy tenisista Viloca występował w latach 1992–2004.
Osiągnął w karierze 2 finały w zawodach rangi ATP World Tour w 1997 roku, najpierw w Gstaad, a potem w Meksyku.
Uczestniczył również we wszystkich 4 turniejach wielkoszlemowych, najdalej dochodząc do II rundy.
W rankingu gry pojedynczej Viloca najwyżej był na 47. miejscu (14 lipca 1997), a w klasyfikacji gry podwójnej na 204. pozycji (3 listopada 2003).

### Finały w turniejach ATP World Tour
| Nazwa                              |
| ---------------------------------- |
| Wielki Szlem                       |
| Igrzyska olimpijskie               |
| ATP World Tour World Championships |
| ATP Super 9                        |
| ATP World Championship Series      |
| ATP World Series                   |

#### Gra pojedyncza (0–2)
| Końcowy wynik | Nr | Data                 | Turniej | Nawierzchnia | Przeciwnik       | Wynik finału  |
| ------------- | -- | -------------------- | ------- | ------------ | ---------------- | ------------- |
| Finalista     | 1. | 13 lipca 1997        | Gstaad  | Ceglana      | Félix Mantilla   | 1:6, 4:6, 4:6 |
| Finalista     | 2. | 26 października 1997 | Meksyk  | Ceglana      | Francisco Clavet | 4:6, 6:7(7)   |